# Колобово (Селижаровский район)
Колобово — деревня в Селижаровском муниципальном округе Тверской области России.

## География
Расположена в центральной части Валдайской возвышенности, вблизи реки Волга. Находится в 22 километрах от районного центра Селижарово, в 8,5 километрах от деревни Шуваево, административного центра Шуваевского сельского поселения.

## Население
| 2010 |
| ---- |
| 7    |

Согласно переписи населения 2008 года, постоянное население деревни 11 человек.
Национальный состав
Согласно результатам переписи 2002 года, в национальной структуре населения русские составляли 100 % от жителей.

## Достопримечательности
Памятник истории, место наиболее ожесточённых боев с фашистскими захватчиками при освобождении этого района в январе 1942 года. Братские могилы советских воинов и партизан.